# Тараненко, Яков Михеевич
Яков Михеевич Тараненко (1885, ст. Новонижестеблиевская Кубанской области – 1943) — музыкант, композитор, дирижер, фольклорист, собиратель казачьих песен. Регент войскового хора (1909-1913, 1917-1919), руководитель Кубано-Черноморского хора (1920-1921), главный дирижёр Кубанского казачьего хора (1937), художественный руководитель Государственного ансамбля песни и пляски кубанских казаков (1937-1941). Преподаватель войсковой учительской семинарии, музыкального училища Императорского Русского музыкального общества (ИРМО), Кубанской консерватории и музыкального техникума.  Участник Первой мировой войны.

## Биография
Яков Михеевич Тараненко  родился в 1885 году в станице Новонижестеблиевской Кубанской области (ныне ст. Гривенская, Калининского района, Краснодарского края). В 1892 году хормейстер  Григорием Митрофановичем Концевичем выбрал Якова от станицы Новонижестеблиевской на работу певчим войскового хора.
в дальнейшем работал учителем пения войсковой учительской семинарии, в 1907 году направлен от Кубанского войска учиться в регентское училище С. Смоленского в Петербурге.  После окончания в 1909 году регентского училища уехал в Екатеринодар, где  с января 1910 года работал регентом Певческого хора Кубанского войска.
В Певческом хоре Кубанского войска работал с перерывом в 1909–1912, 1917–1919 годах.
С 1912 года работал преподавателем в учительской семинарии.
В годы Первой мировой войны был призван в армию, где получил задание на организацию хора. В мае 1917 года переведен в войсковой хор.
Имея опыт работы в хоровых коллективах, Яков Михеевич Тараненко в 1920–1921 годах руководил Кубанским Черноморским хором, в 1936 — 1937 годах был главным дирижером Кубанского казачьего хора, с 1937 по 1941 год - художественным руководителем Государственного ансамбля песни и пляски кубанских казаков. Одновременно Я. Тараненко работал преподавателем войсковой учительской семинарии, музыкального училища, Кубанской консерватории и музыкального техникума.
В годы Великой Отечественной войны, в сентябре 1943 года, Я. М. Тараненко стал возобновил деятельность женского ансамбля песни и пляски кубанских казаков.
Яков Михеевич Тараненко скончался в ноябре 1943 года.

## Сочинения
Композитор Я. М. Тараненко является автором музыкальных произведений: духовные песнопения богослужений («Свет тихий»),  патриотические песни («Волга», «Проводы казака — кубанца в Красную Армию»), автор квартетов, совместно с композитором Л. Книппером, на слова Я. Смелякова создал хоровую поэму «Дума о Кочубее».
В 1941 году собирался написать хоровую поэму о жизни в колхозной Кубани. Задуманному помешала война.

## Память
В 2016 году в станице Гривенская Калининского района Краснодарского края открыта мемориальная доска, посвященная Тараненко Якову Михеевичу.